# Реквијем за трећи пол
Реквијем за трећи пол је роман српског књижевника Милоша Мрвошевића (1958) објављен 2013. године у издању издавачке куће АЕД Студио из Београда.

## О роману
Реквијем за трећи пол је књига о трансексуалности. Трансексуалне особе често желе да промене пол и на тај начин пролазе кроз транзицију. Тај процес је дуг и мучан, а чини га: посета психијатру, хируршки захват, узимање хормона "супротног" пола.
Књига Реквијем за трећи пол је прича о једној таквој транзицији. 
Јунакиња романа је Тања Петровић, рођена као мушкарац Саша (Сале) и која је прошла кроз процес промене пола.
Сем транзиције кроз коју пролази Тања, књига је приказила и транзицију друштва.